# Romain Cannone
Pour les articles homonymes, voir Cannone.
Romain Cannone, né le 12 avril 1997 à Boulogne-Billancourt, est un escrimeur français pratiquant l'épée. 
Le 25 juillet 2021, alors qu'il est à la 47e place mondiale, il remporte la première médaille d'or de la délégation française aux Jeux olympiques d'été de Tokyo en battant en finale le Hongrois no 1 du classement FIE Gergely Siklósi.

## Biographie
Romain Cannone naît le 12 avril 1997 à Boulogne-Billancourt. 
Scolarisé dès l'école maternelle au Brésil, c'est aux États-Unis à New York où ses parents ont ouvert une boutique de macarons,, qu'il découvre l'escrime à l'âge de douze ans,. D'abord intéressé par le fleuret, il s'oriente vers l'épée et est entraîné par Michael Mokretsov au sein de la New York Fencing Academy. À son retour en France en 2016, il évolue au sein du club francilien VGA Saint-Maur. 
Parallèlement à sa carrière sportive, il travaille pour le Groupe EDF, en qualité de contrôleur de gestion de la Division thermique expertise et appui industriel de l'énergéticien DTEAM, dès janvier 2022.

### Champion olympique à Tokyo 2020
Romain Cannone intègre l'équipe de France lors des épreuves par équipes en 2020. Souvent convaincant dans le rôle d'équipier, mais plus en retrait lors des compétitions individuelles internationales, il est retenu pour les Jeux olympiques de Tokyo, mais, dans un premier temps, en qualité de remplaçant, n'effectuant donc pas l'épreuve individuelle. Cependant, le retrait de Daniel Jérent de la sélection olympique décidé par la Fédération française d'escrime en raison d'un risque de suspension pour dopage planant sur ce dernier, permet à Cannone d'obtenir une place en individuel. Il occupe en arrivant à Tokyo la 47e place du classement international à l'épée. 
Alors que les espoirs français reposaient plutôt sur ses équipiers Yannick Borel et Alexandre Bardenet, plus habitués aux podiums individuels, Cannone réalise le meilleur parcours des trois épéistes français engagés, avec des victoires de prestige contre cinq membres du top 10 du classement mondial : tout d'abord, l'ancien champion olympique vénézuélien Rubén Limardo (no 9), puis le multiple médaillé mondial néerlandais Bas Verwijlen (no 7) et le no 2 mondial, le Russe Sergey Bida en route vers la demi-finale, qu'il remporte face au no 3 mondial Ihor Reizlin (15-10). Le 25 juillet 2021, il devient champion olympique en battant le champion du monde et no 1 mondial hongrois Gergely Siklósi 15 à 10. Relativement inconnu de ses adversaires, il les surprend en pratiquant une escrime créative, offensive, et en montrant une belle palette technique. 
Romain Cannone, premier Français à obtenir une médaille d'or aux Jeux olympiques de Tokyo, devient le premier escrimeur français champion olympique en individuel depuis la médaille d'or de Brice Guyart au fleuret en 2004 à Athènes, et le premier épéiste sacré depuis Éric Srecki à Barcelone en 1992.

### 2021-2022, confirmation au sommet du classement mondial
Propulsé à la 7e place du classement mondial grâce à ce sacre olympique, Cannone bénéficie, comme tout le top 16, d'un accès direct au tableau final de 64 des tournois de la Coupe du monde. Dès le premier tournoi de la saison 2021-2022, il met ce privilège à profit en atteignant les demi-finales du Grand prix d'escrime de Berne où il s'incline contre son compatriote Alexandre Bardenet. Lors de la seconde compétition, le Grand Prix de Doha, il s'arrête en quart de finale en perdant contre Yannick Borel. Sa troisième sortie internationale se conclut par une finale, à Sotchi, perdue contre la surprise italienne Valerio Cuomo après un parcours couronné d'un nouveau succès contre Gergely Siklósi. Ces trois performances améliorent nettement le total de points du Français qui grimpe, après Sotchi, à la 2e place du classement mondial, trois points derrière Ihor Reizlin. Ce dernier, retenu par la défense de son pays à la suite de l'invasion russe de l'Ukraine, ne peut défendre cette place. Malgré une relative contre-performance au Grand Prix de Budapest (élimination au deuxième tour), Cannone bénéficie de l'absence de l'Ukrainien et de la performance décevante de Siklósi pour prendre la tête du classement mondial.
Il s'avance avec ce statut aux Championnats d'Europe, mais sa quête tourne court après une défaite au premier tour contre le Belge Neisser Loyola (11-15). Aux championnats du monde cependant, Cannone réédite sa performance de Tokyo, avec une première victoire serrée contre Roman Svichkar au premier tour, une plus aisée contre Jonathan Svensson (15-9), avant de triompher sur de petites marges du reste de ses adversaires : Federico Vismara (15-12), Ruslan Kurbanov (15-13), Neisser Loyola pour une revanche des championnats d'Europe (15-14) et enfin Kazuyasu Minobe (15-12) en finale. Ce faisant, il devient, aux côtés d'Edoardo Mangiarotti, Alexander Pusch et Philippe Boisse, l'un des épéistes ayant été consécutivement sacré en individuel aux Jeux olympiques et aux championnats du monde.
Il est battu en 1/32e de finales lors des Championnats d'Europe 2023 par l'Espagnol Álvaro Ibáñez (7-15).
Aux Championnats du monde 2023 à Milan, il remporte la médaille de bronze, étant battu en demi-finales par l'Italien Davide Di Veroli (5-15).
En mars 2024, à Tbilissi, Cannone remporte l'épreuve individuelle de Coupe du monde puis l'épreuve par équipes, associé à Yannick Borel, Paul Allègre et Luidgi Midelton,.

### Jeux olympiques 2024
Il participe au Jeux olympiques 2024 de Paris dans la catégorie épée masculine individuelle, mais il est éliminé en huitième de finale face au kazakh Ruslan Kurbanov.

## Palmarès
- Jeux olympiques
  -  Médaille d'or en individuel aux Jeux olympiques 2020 à Tokyo

- Championnats du monde
  -  Médaille d'or en individuel aux championnats du monde 2022 au Caire
  -  Médaille d'or par équipes aux championnats du monde 2022 au Caire
  -  Médaille de bronze en individuel aux championnats du monde 2023 à Milan

- Épreuves de coupe du monde
  -  Médaille d'or par équipes au Grand Prix de Berne sur la saison 2019-2020
  -  Médaille d'or en individuel à la coupe d'Heidenheim sur la saison 2021-2022
  -  Médaille d'or en individuel à Tbilissi sur la saison 2023-2024
  -  Médaille d'or par équipes à Tbilissi sur la saison 2023-2024
  -  Médaille d'argent par équipes au challenge Monal à Paris sur la saison 2018-2019
  -  Médaille d'argent par équipes à la coupe d'Heidenheim sur la saison 2019-2020
  -  Médaille d'argent en individuel à la Coupe du monde de Sotchi sur la saison 2021-2022
  -  Médaille de bronze en individuel au Grand Prix de Berne sur la saison 2021-2022

- Championnats d'Europe
  -  Médaille d'or par équipes aux championnats d'Europe de 2024 à Bâle
  -  Médaille de bronze par équipes aux championnats d'Europe de 2022 à Antalya

- Jeux méditerranéens
  -  Médaille d'argent en individuel aux Jeux méditerranéens de 2018 à Tarragone

- Championnats de France
  -  Médaille d'argent en individuel aux championnats de France 2019 à Fontaine

## Classement en fin de saison
| Année | 2015 | 2017 | 2018 | 2019 | 2020 | 2021 | 2022 | 2023 |
| ----- | ---- | ---- | ---- | ---- | ---- | ---- | ---- | ---- |
| Rang  | 1149 | 289  | 96   | 63   | 49   | 7    | 1    | 9    |

## Décorations
- Chevalier de la Légion d'honneur (2021)[21]
- Médaille de la jeunesse, des sports et de l'engagement associatif, or (2024)[22]